# エバンジェリストスクール!
『エバンジェリストスクール!』は、TOKYO FMで放送されているラジオ番組。略称は「エバスク」。
本記事では、2016年4月3日未明から2019年3月31日未明まで放送された『エバンジェリストスクール!』、及び2023年4月7日から放送が開始された『セブン銀行 presents エバンジェリストスクール!』について記述する。

## エバンジェリストスクール!
『エバンジェリストスクール!』は、TOKYO FMで2016年4月3日未明から2019年3月31日まで放送されていたラジオ番組。略称は「エバスク」。

### 概要
ITの最新トレンド、プレゼンテーションスキル、テクノロジーの『今』をテーマに、エバンジェリスト・西脇資哲が、「若月専務」こと、アシスタントの若月佑美とともに放送する。最新ITトレンド、IT用語の解説やビジネススキルの紹介のほか、リスナーからのメールの紹介や質問にも答えていく。また、放送後には延長戦としてPodcast配信がされている。

### 番組史
2016年
- 4月3日 - 番組開始。
- 7月17日 - 番組初のゲストとして、Pepperが出演。

2017年
- 1月1日 - 特別番組『Human Conscious Special Next Future〜こどもたちの未来へ〜』放送のため休止[2]。
- 1月2日 - 1月1日放送休止分の代替として、20:30 - 20:55に放送[3]。
- 3月26日、4月2日 - 若月が体調不良のため、伊藤かりん（乃木坂46）が出演。
- 5月7日 - 『TOKYO FMサンデースペシャル』として、19:00-19:55に特別番組を放送。4月22日に「エバスク会社説明会2017 supported by 日経電子版」と題し行われた公開収録（17:30 - 19:30、TOKYO FMホール）の模様を放送した。ゲストとして秋元真夏（乃木坂46）が出演。

2018年
- 1月28日 - 『TOKYO FMサンデースペシャル』として、19:00-19:55に特別番組を放送。1月23日に「エバスク全社会議2018 supported by 日経電子版」と題し行われた公開収録（日経ホール）の模様を放送した。ゲストとして梅澤美波（乃木坂46）、阪口珠美（乃木坂46）、山下美月（乃木坂46）が出演。
- 2月4日 - ゲストとして梅澤美波、阪口珠美、山下美月（3名とも乃木坂46）が出演。
- 9月24日 - 『TOKYO FMホリデースペシャル』として、17:00-19:00に特別番組を放送。「エバンジェリストスクール! アイディアソン〜究極の会社とは〜 supported by 日本経済新聞 電子版」と題し行われた公開収録の模様を放送した。ゲストとして熊本浩志（amadana代表取締役社長）、古市憲寿が出演。

2019年
- 1月27日 - 日本酒造組合中央会及び『ジュグラーの波〜なぜ衛藤美彩はラジオで数字を学ぶのか?〜』と共同で、「TOKYO FM『&SAKE 20歳からの日本酒』」（15:00～18:00、東郷記念館）を開催。『ジュグラーの波〜なぜ衛藤美彩はラジオで数字を学ぶのか?〜』からは澤昭人が、当番組からは西脇資哲が出席した[4]。
- 3月24日 - 『TOKYO FMサンデースペシャル』として、19:00-19:55に特別番組を放送。3月20日に「エバスク全社会議2019 〜平成のその先が見えてきた!〜 supported by 日経電子版」と題し行われた公開収録（北沢タウンホール）の模様を放送した。
- 3月31日 - 最終回。3年間の放送に一旦幕。

### 放送時間
- 毎週日曜日 0:30 - 1:00(土曜深夜)

### パーソナリティー
- 西脇資哲（にしわき もとあき、日本マイクロソフト株式会社業務執行役員エバンジェリスト）
- 若月佑美[5]

## セブン銀行 presents エバンジェリストスクール!
『セブン銀行 presents エバンジェリストスクール!』はTOKYO FMで放送されているラジオ番組。Twitterハッシュタグは「#エバスク」。

### 概要
2019年3月まで放送されていた『エバンジェリストスクール!』が4年ぶりに復活して放送開始。今回はChatGPTが番組台本を構成し、エバンジェリスト・西脇資哲が最新ITトレンド、ビジネススキルを伝授する番組。アシスタントに上海市出身の歌手・コスプレイヤーのLiyuuを迎え、ターゲットをアジアや世界にまで広げて解説する。

### 番組史
2023年
- 4月7日 - 番組開始。

### 放送時間
- 毎週金曜日 12:30 - 12:55

### パーソナリティー
- 西脇資哲（にしわき もとあき、日本マイクロソフト株式会社業務執行役員エバンジェリスト）
- Liyuu（2023年4月 - 2025年5月）
- なえなの（2025年6月 - ）[8]